# 薩姆特縣 (佛羅里達州)
薩姆特縣（英語：Sumter County）是美国佛罗里达州的一個縣，位於佛罗里达半岛中部，面積1,503平方公里。根據2020年美國人口普查，共有人口12萬9,752人。縣治布什內爾。該縣成立於1853年1月8日，縣名紀念美國獨立戰爭將領湯瑪士·薩姆特（Thomas Sumter）。